# Stefan Ianev
Stefan Dincev Ianev (în bulgară Стефан Динчев Янев; n. 1 martie 1960, Popovița, Sadovo, Plovdiv, Bulgaria) este un ofițer al armatei bulgare, general de brigadă, fost viceprim-ministru și ministru al apărării (2017) și prim-ministru interimar al guvernului bulgar din 12 mai 2021 până la 13 decembrie 2021.

## Viața timpurie și cariera militară
S-a născut la 1 martie 1960 în Popovița, regiunea Plovdiv. În 1979, a absolvit Liceul Tehnic de Inginerie Electrică din Plovdiv. A absolvit școala militară de artilerie din Shumen (acum o facultate a Universității Militare Naționale Vasil Levski) și a început să-și construiască o carieră în armată în 1983, când a fost numit comandant al unui pluton de artilerie în Asenovgrad.
A fost comandant al diviziei de artilerie cu rachete din Regimentul 4 Artilerie din Asenovgrad (1993-1996). Între 1996 și 1998 a fost expert în departamentul de cooperare internațională al Ministerului Apărării. A lucrat ca ofițer de analiză la Departamentul de planificare și programare al Grupului de coordonare PfP din Belgia (1998-2000). Din 2000 până în 2001 a fost asistent șef senior în cadrul Departamentului de planificare strategică al Statului Major General al Armatei bulgare. Între 2001 și 2002 a fost expert de stat în Direcția de integrare euroatlantică din Ministerul Apărării. Până în 2004 a fost șef de departament în cadrul Direcției de integrare euroatlantică din Ministerul Apărării.

## Posturi ocupate
A absolvit Universitatea Națională de Apărare din Washington. Din 2005 până în 2007, a fost șef al departamentului de transformare la Centrul NATO de combatere a terorismului din Ankara. În perioada 2007-2010, a fost directorul Direcției pentru politica de apărare din cadrul Ministerului Apărării. La 1 iulie 2009, a fost numit director al Direcției politici de securitate și apărare și a primit gradul de general de brigadă. La 3 mai 2010 a fost numit director al Direcției pentru politica de apărare, începând cu 25 mai.
La 2 mai 2014, a devenit șeful Universității Naționale Militare Vasil Levski. A fost eliberat din funcție pe data de 9 a lunii următoare, precum și eliberat din serviciul militar, începând cu 9 iunie 2014.

## Cariera civilă (2017-2021)
În perioada 27 ianuarie - 4 mai 2017 a fost viceprim-ministru și ministru al apărării al Republicii Bulgaria în guvernul interimar al lui Ognyan Gerdzhikov și, ulterior, secretar pentru securitate și apărare al președintelui Rumen Radev.

### Prim-ministru (2021)
El a fost numit în funcția de prim-ministru al Bulgariei de către președintele Rumen Radev la 12 mai 2021, în locul lui Boyko Borisov. El a rămas în funcție până pe 13 decembrie 2021, când a fost format un nou guvern.